# 瑟林根
瑟林根是德国下萨克森州的一个市镇。总面积11.55平方公里，总人口656人，其中男性325人，女性331人（2011年12月31日），人口密度57人/平方公里。